# Foremost (Software)
Foremost ist eine freie Software zur Wiederherstellung von gelöschten, noch nicht überschriebenen Dateien oder Dateien aus beschädigten Dateisystemen mittels Carving.
Sie ist ein Kommandozeilenwerkzeug für Unix-ähnliche Betriebssysteme (GNU/Linux, xBSD, Mac OS X, Solaris …). Mittlerweile gibt es auch eine Windows-Version.
Es ist in der Programmiersprache C entwickelt und wurde als freie Software auch im Quelltext bedingungslos in die Gemeinfreiheit übergeben.

## Funktionalität
Foremost sucht bekannte Anfangssequenzen und interpretiert dann die gesamte Sequenz bis zur zugehörigen Endsequenz als Datei.
Neben einer Reihe eingebauter Datei-Erkennungsmuster können auch eigene definiert werden.
Bei einer fragmentierten Datei wird bei einer pro Dateityp definierten maximalen Dateigröße abgebrochen.
Es kann nur mit Dateien bis zwei Gigabyte Größe umgehen.

## Geschichte
Foremost wurde ursprünglich seit März 2001 von Jesse Kornblum und Kris Kendall in ihrer Rolle als Spezialagenten des United States Air Force Office of Special Investigations entwickelt. Als Vorbild diente die DOS-Software „CarvThis“, die vom Defense Computer Forensics Laboratory (DCFL) des Department of Defense Cyber Crime Center (DC3) entwickelt wurde. Am 5. März wurde Version 0.1 als erster Prototyp unter dem Namen „snarfit“ veröffentlicht. Die Software „Scalpel“ wurde von Golden G. Richard III auf Basis der Quelltexte von Version 0.69 von Foremost abgespalten, das von Foremosts Autoren als bessere Alternative empfohlen wird. Daneben diente Foremost als Inspiration für das von Nick Harbour geschriebene tcpxtract.